# Csaba Dósa
Csaba Dósa (scris și Dósza; n. 31 ianuarie 1951, Călugăreni, România) este un fost atlet român, specializat în sărituri în înălțime.

## Biografie
Csaba Dósa a absolvit Liceul Teoretic „Bolyai Farkas”. Sportivul a participat la vârsta de 17 ani la Jocurile Olimpice din 1968 și, anul următor, la Campionatul European de la Atena. La Campionatul European de Juniori a obținut medalia de argint.
La Campionatul European din 1971 de la Helsinki a cucerit medalia de argint, sărind 2,20 m. Csaba Dósza a fost primul român care a depășit această înălțime. În anul 1973 a ocupat locul patru la Campionatul European în sală și a obținut medalia de bronz la Universiada de la Moscova.
În 1973 el s-a stabilit în Canada.

## Realizări
| An   | Competiție                               | Locație                    | Loc | Note |
| ---- | ---------------------------------------- | -------------------------- | --- | ---- |
| 1968 | Jocurile Olimpice                        | Ciudad de México, Mexic    | 32  | 2,03 |
| 1969 | Campionatul European                     | Atena, Grecia              | 16  | 2,05 |
| 1970 | Campionatul European de Juniori (sub 20) | Paris, Franța              | 2   | 2,16 |
| 1971 | Campionatul European                     | Helsinki, Finlanda         | 2   | 2,20 |
| 1972 | Campionatul European în sală             | Grenoble, Franța           | 13  | 2,05 |
| 1973 | Campionatul European în sală             | Rotterdam, Olanda          | 4   | 2,17 |
| 1973 | Universiada                              | Moscova, Uniunea Sovietică | 3   | 2,15 |

## Recorduri personale
| Probă                        | Performanță | Dată              | Locație |
| ---------------------------- | ----------- | ----------------- | ------- |
| Săritură în înălțime         | 2,20 m      | 14 august 1971    | Atena   |
| Săritură în înălțime în sală | 2,20 m      | 18 februarie 1973 | Sofia   |